# Polisens grader i Argentina
Polisens grader i Argentina visar rangordningen inom Argentinas polisväsende. 

## Federala polisen
Polischefer
1. Comisario General
2. Comisario Mayor
3. Comisario Inspector
4. Comisario
5. Subcomisario
6. Principal
7. Inspector
8. Subinspector
9. Ayudante

Polismän
1. Suboficial Mayor
2. Suboficial Auxiliar
3. Suboficial Escribiente
4. Sargento 1º
5. Sargento
6. Cabo 1º
7. Cabo
8. Agente

## Polisen i provinsen Buenos Aires
| Estructura jerárquica | Estructura jerárquica |
| Polischefer           | Polischefer           |
| --------------------- | --------------------- |
| Comisario General     |                       |
| Comisario Mayor       |                       |
| Comisario Inspector   |                       |
| Comisario             |                       |
| Subcomisario          |                       |
| Oficial Principal     |                       |
| Oficial Inspector     |                       |
| Oficial Subinspector  |                       |
| Oficial Ayudante      |                       |
| Oficial Subayudante   |                       |
| Polismän              |                       |
| Mayor                 |                       |
| Capitán               |                       |
| Teniente 1º           |                       |
| Teniente              |                       |
| Subteniente           |                       |
| Sargento              |                       |
| Oficial               |                       |